# ケーニヒス湖
ケーニヒス湖（独: Königssee; ケーニヒスゼー）は、ドイツ最南東部・バイエルン州のオーストリアとの国境近くにある淡水湖である。湖のほとんどはベルヒテスガーデン国立公園内にあり、近くにはベルヒテスガーデンの街がある。湖は氷河期末期のアルプスの氷河が流れ込んで形成された。
ドイツ語で「王の湖」を意味するが、実際には王とは関係なく、いくつかの歴史書に書かれているように、ファーストネームのKunoが語源である。それが転じて、湖はKunigseeと呼ばれるようになった。
澄んだ水で知られ、ドイツで最も綺麗な湖と宣伝されている。そのためか1909年より電力のボート、手漕ぎボード、ペダル式ボートのみが使用を許されている。湖と周辺の公園はツーリストやハイカーたちにも人気がある。